# 1923 (serie televisiva)
1923 è una serie televisiva statunitense creata e scritta da Taylor Sheridan, prequel di Yellowstone e sequel di 1883.
La serie segue le vicende della famiglia Dutton nel 1923, durante un'epoca di varie avversità come l'espansione occidentale, il proibizionismo e la Grande depressione, la quale in Montana iniziò un decennio prima. È stata distribuita sulla piattaforma streaming Paramount+ dal 18 dicembre 2022 al 6 aprile 2025. In Italia è stata pubblicata sulla stessa piattaforma dal 12 febbraio 2023 al 6 aprile 2025.

## Episodi
| Stagione         | Episodi | Pubblicazione USA | Pubblicazione Italia |
| ---------------- | ------- | ----------------- | -------------------- |
| Prima stagione   | 8       | 2022-2023         | 2023                 |
| Seconda stagione | 7       | 2025              | 2025                 |

## Personaggi e interpreti

### Principali
- Cara Dutton (stagioni 1-2), interpretata da Helen Mirren, doppiata da Ada Maria Serra Zanetti.
Moglie di Jacob Dutton e matriarca della famiglia. Non avendo figli propri, Jacob e Cara crescono John Sr. (il figlio piccolo di James Dutton nella serie 1883) e Spencer Dutton come propri.
- Jacob Dutton (stagioni 1-2), interpretato da Harrison Ford, doppiato da Michele Gammino.
Patriarca del ranch Yellowstone, marito di Cara Dutton e fratello di James Dutton. È il proprietario del ranch nonché commissario per il bestiame del Montana.
- Spencer Dutton (stagioni 1-2), interpretato da Brandon Sklenar, doppiato da Andrea Lavagnino.
Figlio minore di James e Margaret Dutton, fratello di Elsa Dutton (morta nel 1883) e di John Sr. e nipote di Jacob e Cara Dutton. Ha assistito agli orrori della prima guerra mondiale e viaggia in Africa per intraprendere la caccia grossa.
- Alexandra (stagioni 1-2), interpretata da Julia Schlaepfer, doppiata da Lucrezia Marricchi.
Eccentrica donna britannica che si imbatte in Spencer in Africa. S'innamora a prima vista e rinuncia a un facoltoso matrimonio con un nobile inglese per fuggire con Spencer.
- Banner Creighton (stagioni 1-2), interpretato da Jerome Flynn, doppiato da Pasquale Anselmo.
Testardo scozzese allevatore di ovini e avversario dei Dutton.
- Jack Dutton (stagioni 1-2), interpretato da Darren Mann, doppiato da Alex Polidori.
Figlio di John Dutton Sr. e pronipote di Jacob Dutton. Proprietario del ranch Yellowstone. Profondamente fedele alla sua famiglia.
- Elsa Dutton (stagioni 1-2), doppiata in lingua originale da Isabel May, doppiata in lingua italiana da Ludovica Bebi.
Voce narrante della serie, protagonista di 1883. Defunta sorella maggiore di John Sr. e Spencer.
- Zane Davis (stagioni 1-2), interpretato da Brian Geraghty, doppiato da Alessandro Quarta.
Supervisore del ranch dei Dutton.
- Teonna Rainwater (stagioni 1-2), interpretata da Aminah Nieves, doppiata da Giulia Franceschetti.
Giovane donna nativa americana rapita dalla sua famiglia e piazzata in un collegio indiano gestito dalla chiesa cattolica.
- Elizabeth "Liz" Strafford (stagioni 1-2), interpretata da Michelle Randolph, doppiata da Chiara Oliviero.
Giovane donna esuberante in procinto di sposarsi con Jack Dutton.
- Donald Whitfield (stagioni 1-2), interpretato da Timothy Dalton, doppiato da Mario Cordova.
Influente e ricco investitore nel campo minerario.

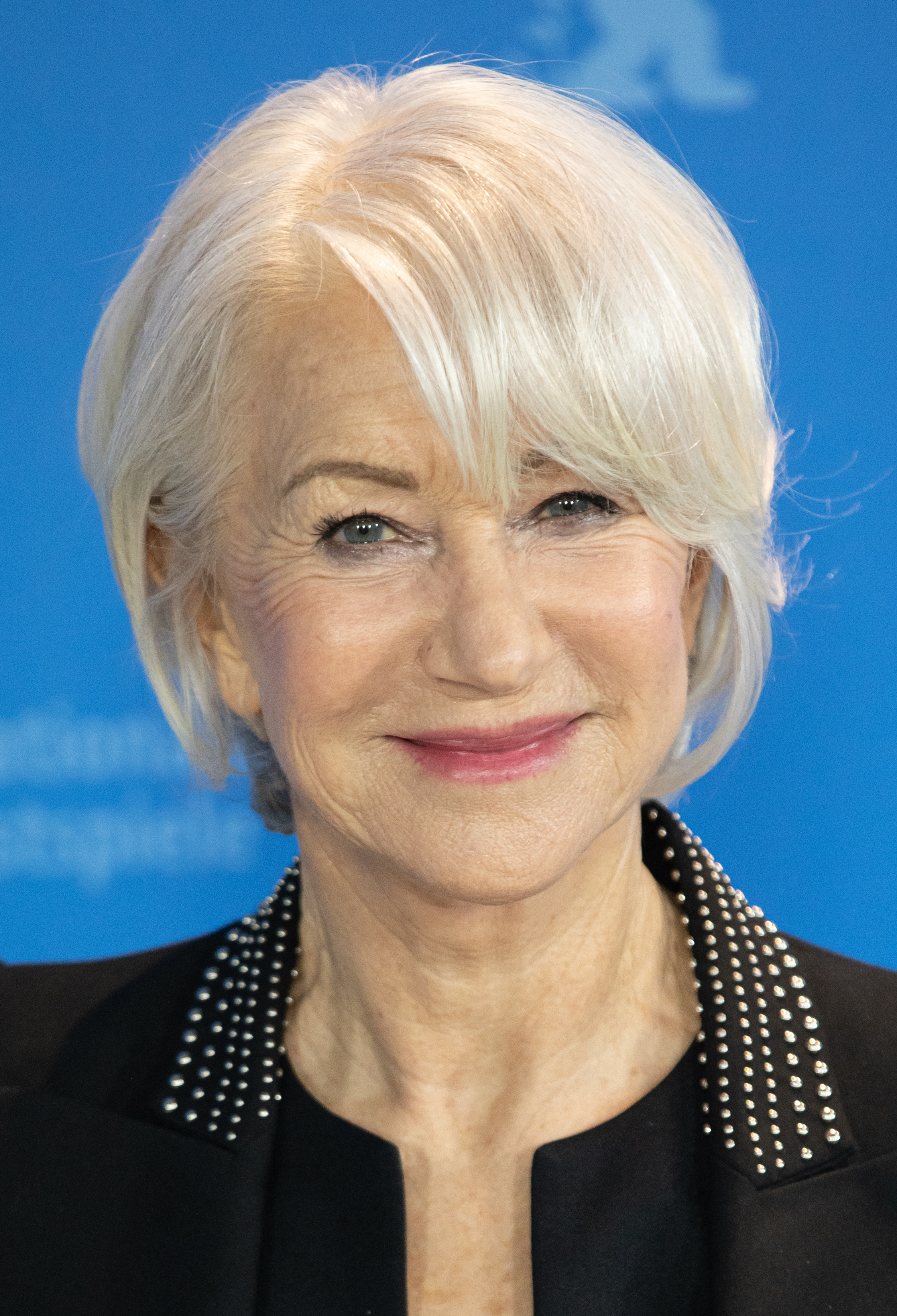
Helen Mirren
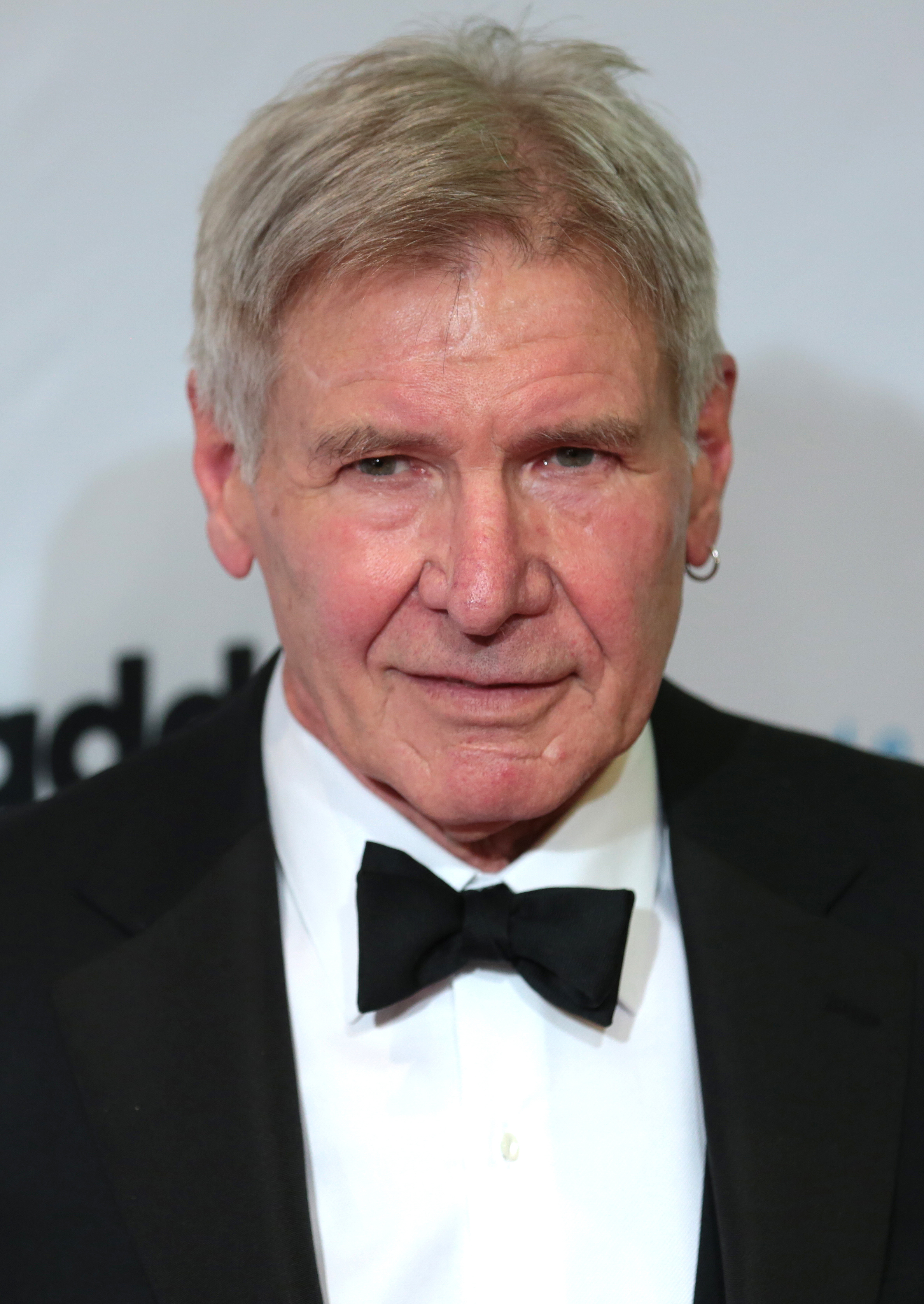
Harrison Ford
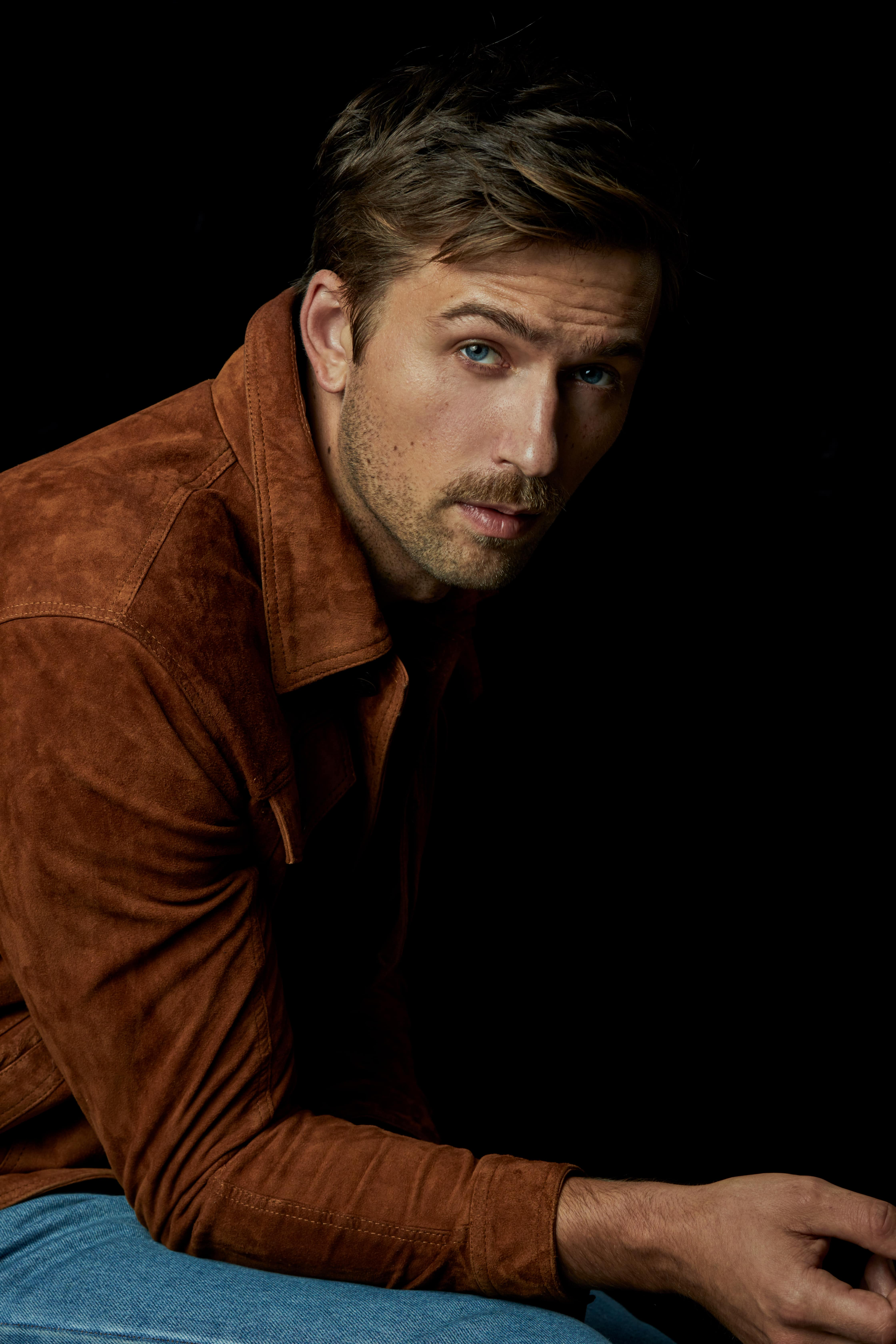
Brandon Sklenar
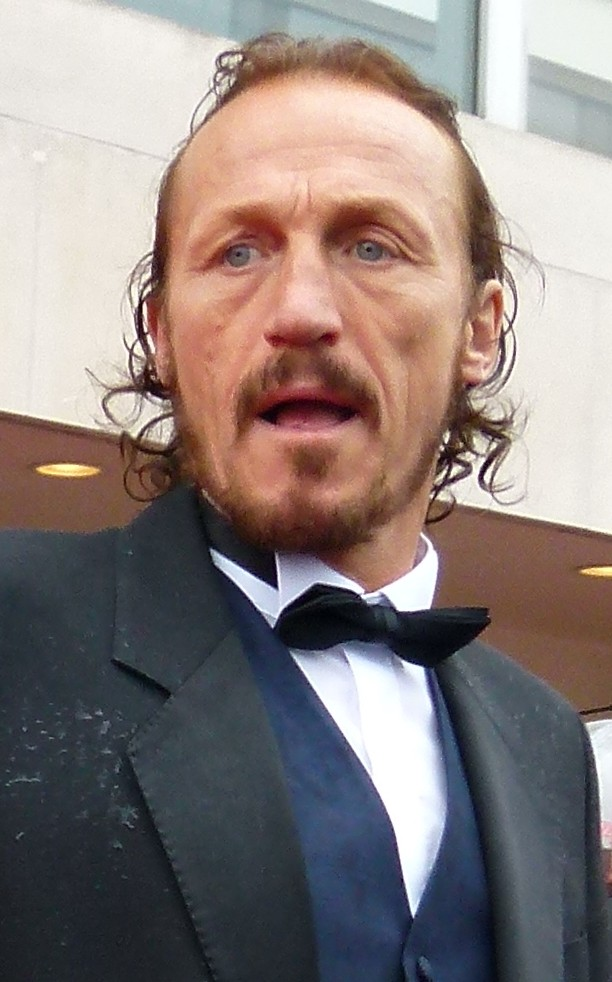
Jerome Flynn
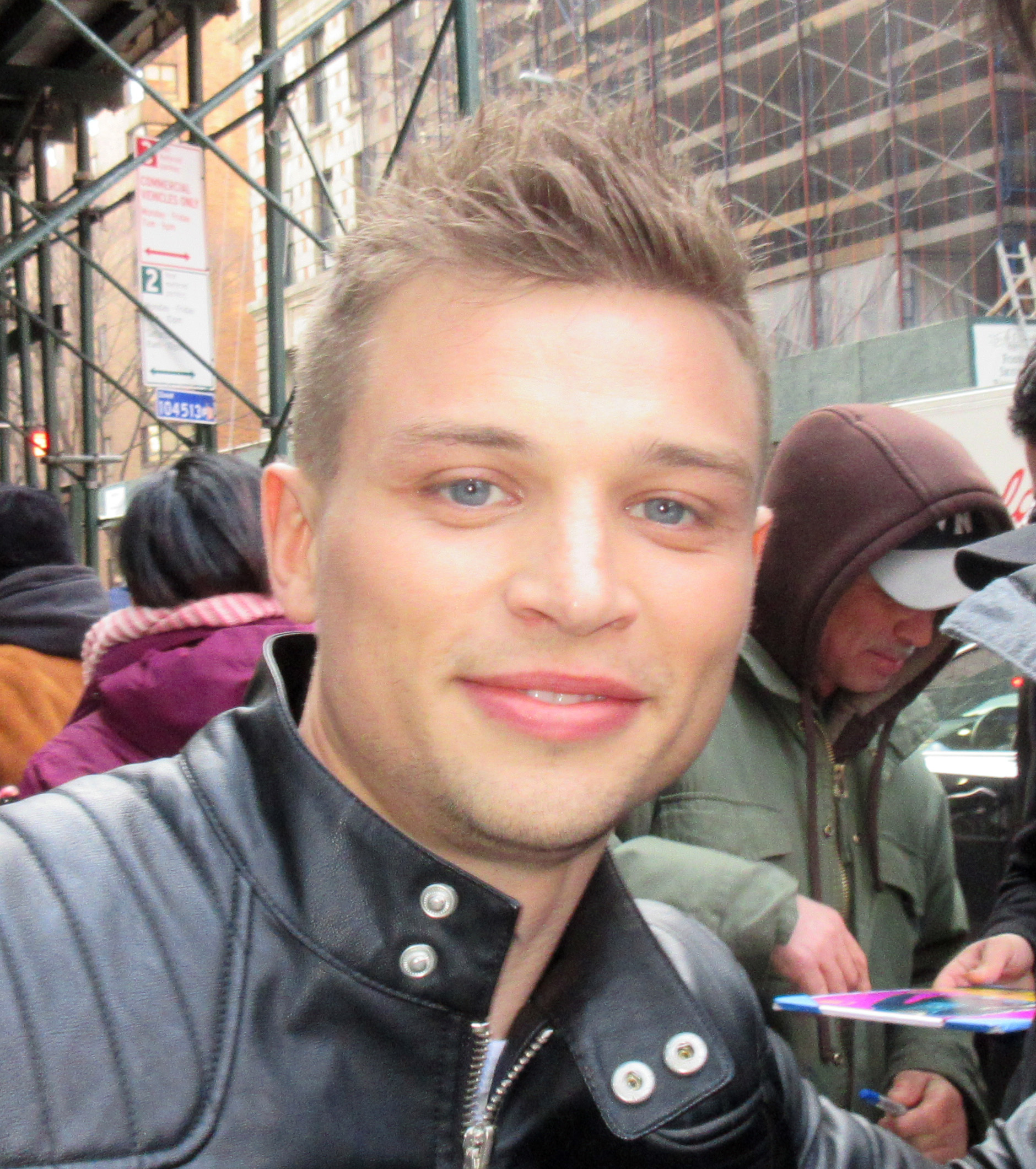
Darren Mann
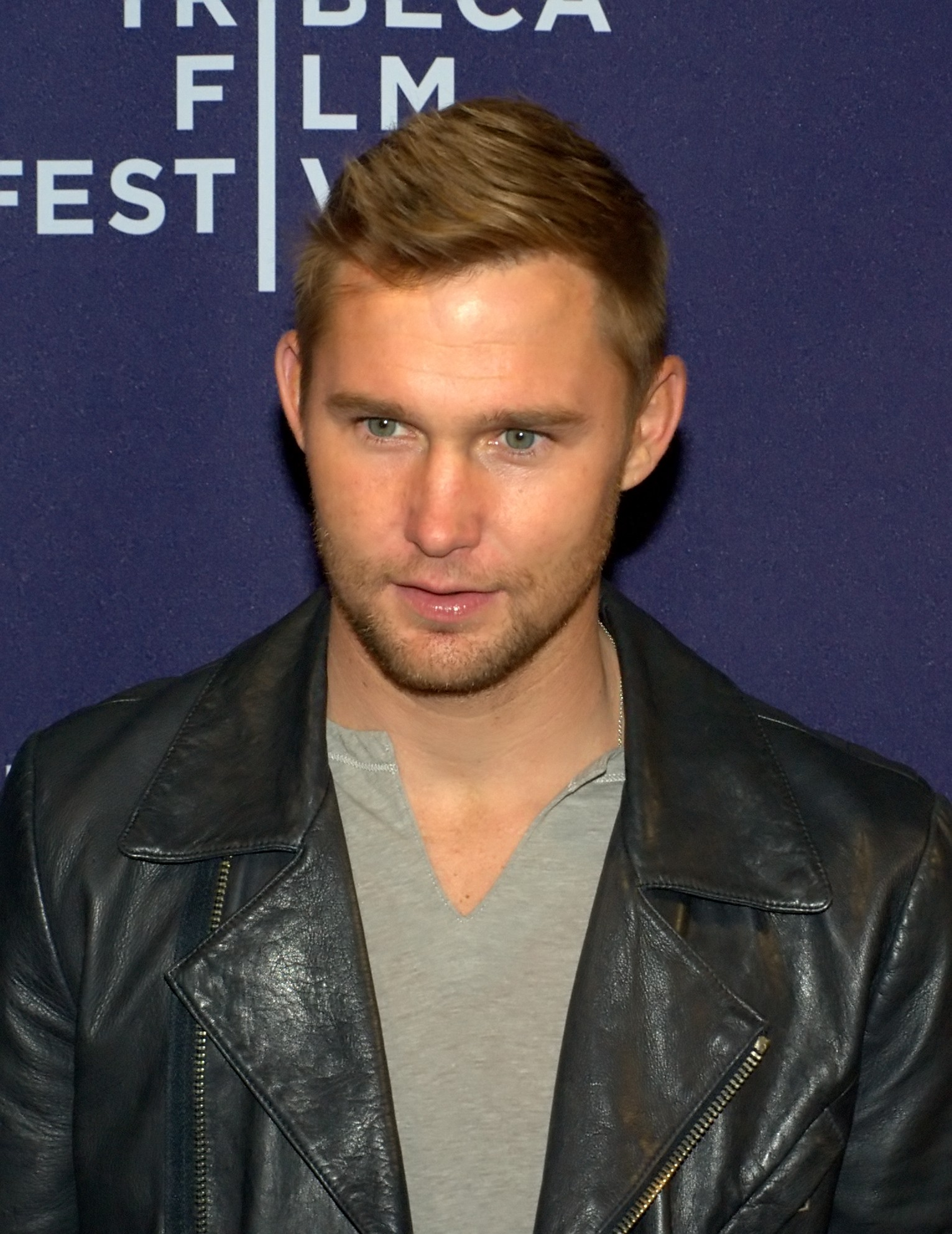
Brian Geraghty

### Ricorrenti
- Sorella Mary (stagione 1), interpretata da Jennifer Ehle, doppiata da Franca D'Amato.
Suora irlandese della chiesa cattolica che insegna in un collegio cattolico per nativi americani, scontrandosi spesso con Teonna.
- William McDowell (stagioni 1-2), interpretato da Robert Patrick, doppiato da Luca Biagini.
Sceriffo della contea di Gallatin e amico della famiglia Dutton.
- Padre Renaud (stagioni 1-2), interpretato da Sebastian Roché, doppiato da Marco Rasori.
Sacerdote della chiesa cattolica e direttore del collegio.
- Emma Dutton (stagione 1), interpretata da Marley Shelton, doppiata da Perla Liberatori.
Moglie coscienziosa di John Dutton Sr. e madre di Jack Dutton.
- Baapuxti (stagione 1), interpretata da Leenah Robinson.
Studentessa nativa americana del collegio e cugina di Teonna.
- Sorella Alice (stagione 1), interpretata da Kerry O'Malley.
Suora e membro del corpo insegnante del collegio.
- Bob Strafford (stagione 1), interpretato da Tim DeKay, doppiato da Giorgio Locuratolo.
Padre di Elizabeth e proprietario di un ranch.
- Runs His Horse (stagioni 1-2), interpretato da Michael Spears.
Capo della riserva Broken Rock e vicino dei Dutton.
- Issaxche (stagione 1), interpretata da Amelia Rico.
Donna Crow desiderosa di riunirsi con sua nipote.
- Jimmy Cricket (stagione 1), interpretato da Jacques Schembri.
Mafioso di Birmingham.
- Jennifer (stagioni 1-2), interpretata da Jo Ellen Pellman, doppiata da Federica D'Angelis.
Migliore amica di Alexandra e socialite britannica.
- Marshal Kent (stagioni 1-2), interpretato da Jamie McShane, doppiato da Pierluigi Astore.
U.S. Marshal che guida la spedizione per la ricerca di Teonna.
- Hank Plenty Clouds (stagione 1), interpretato da Michael Greyeyes, doppiato da Stefano Alessandroni.
Pastore Crow della riserva di Broken Rock che si imbatte in Teonna mentre è in fuga.
- Christy (stagioni 1-2), interpretata da Cailyn Rice, doppiata da Tiziana Martello.
Prostituta ingaggiata da Whitfield per intrattenere Banner.
- Lindy (stagioni 1-2), interpretata da Madison Elise Rogers.
Prostituta ingaggiata da Whitfield per intrattenere Banner.
- Alice Davis (stagioni 1-2), interpretata da Joy Osmanski, doppiata da Benedetta Ponticelli.
Moglie asiatica di Zane.
- Pete Plenty Clouds (stagioni 1-2), interpretato da Cole Brings Plenty (stagione 1) e da Jeremy Gauna (stagione 2), doppiato da Manuel Meli.
Pecoraio, figlio adolescente di Hank e interesse amoroso di Teonna.
- Mamie Fossett (stagione 2), interpretata da Jennifer Carpenter, doppiata da Federica De Bortoli.
US Marshal e sceriffo di Amarillo che cerca giustizia dopo che alcuni Comanche sono stati uccisi nel suo territorio.

### Guest star
- John Dutton Sr. (stagione 1), interpretato da James Badge Dale, doppiato da Riccardo Scarafoni.
Figlio maggiore di James e Margaret Dutton, nipote e braccio destro di Jacob Dutton, fratello di Spencer Dutton e Elsa e padre di Jack Dutton.
- Richard Holland (stagione 1), interpretato da Nick Boraine, doppiato da Sergio Lucchetti.
Responsabile del gruppo del safari tour in Africa che assume Spencer per cacciare animali di grossa taglia.
- Lucca (stagione 1), interpretato da Peter Stormare, doppiato da Saverio Indrio.
Capitano di un rimorchiatore con sede a Mombasa, malato terminale.
- Principe Arthur, conte di Sussex (stagione 1), interpretato da Bruce Davison, doppiato da Ambrogio Colombo.
Padre del promesso sposo di Alexandra e membro della famiglia reale britannica.
- Luca (stagione 2), interpretato da Andy Dispensa.
Fuochista siciliano sulla nave diretta negli Stati Uniti in cui è imbarcato Spencer.
- Salvatore "Sal" Maceo (stagione 2), interpretato da Gilles Marini.
Cugino di Luca e gangster che gestisce il contrabbando di bevande alcoliche a Galveston.
- Anders (stagione 2), interpretato da C. Thomas Howell.
Cowboy texano che offre un lavoro a Runs His Horse.
- Sceriffo Hastings (stagione 2), interpretato da James Healy Jr., doppiato da Gianni Giuliano.
Sceriffo di Fort Worth che cattura Spencer per il contrabbando di whiskey illegale.
- Mary (stagione 2), interpretata da Hayley McFarland.
Madre di due figli che condivide la cuccetta con Alexandra mentre viaggia sul treno per Bozeman.
- Hillary (stagione 2), interpretata da Janet Montgomery, doppiata da Gemma Donati.
Passeggera del treno dell'aristocrazia britannica che aiuta Alexandra dopo essere stata molestata sessualmente.
- Paul (stagione 2), interpretato da Augustus Prew, doppiato da Edoardo Stoppacciaro.
Passeggero del treno dell'aristocrazia britannica e marito di Hillary.
- Mabel (stagione 2), interpretata da Virginia Gardner.
Prostituta e amica di Lindy.
- Bernard Anthony (stagione 2), interpretato da Chad Doreck.
Passeggero del treno che violenta carnalmente Alexandra.

## Produzione
Nel febbraio 2022 è stato annunciato che una seconda serie antecedente Yellowstone era stata ordinata col titolo 1932. In giugno la serie è stata rinominata in 1923. Nel febbraio 2023 Paramount+ ha rinnovato la serie per una seconda stagione.

### Casting
Nel maggio 2022 Helen Mirren e Harrison Ford sono stati ingaggiati nel ruolo di protagonisti. Nel settembre Sebastian Roché insieme a James Badge Dale, Darren Mann, Marley Shelton, Michelle Randolph, Brian Geraghty, Aminah Nieves e Julia Schlaepfer si sono uniti al cast. Nel giugno 2024 Jennifer Carpenter è stata annunciata nel cast della seconda stagione mentre il mese seguente Janet Montgomery. Nel dicembre seguente Andy Dispensa è stato svelato nel ruolo ricorrente di Luca per la seconda stagione.

### Riprese
La pre-produzione iniziò a Butte, Montana nel luglio 2022 mentre la lavorazione è iniziata nell'agosto seguente. Whitehall e Deer Lodge sono state scelte per altri luoghi di ripresa a settembre e ottobre. Ulteriori riprese sono avvenute a Malta e in Tanzania. Alcune delle scene che si svolgono sul transatlantico RMS Majestic sono state girate sulla RMS Queen Mary, che ora è un hotel galleggiante ormeggiato a Long Beach, California.
Le riprese della seconda stagione sono state rinviate a causa dello sciopero della Writers Guild of America e sono iniziate l'8 luglio 2024 a Austin terminando il 26 settembre seguente. La produzione si è trasferita a Butte nell'ottobre 2024 e ha continuato a girare lì fino a fine novembre dello stesso anno.

## Distribuzione
Negli Stati Uniti 1923 è stata distribuita sulla piattaforma streaming Paramount+ dal 18 dicembre 2022. In Italia è stata pubblicata su Paramount+ dal 12 febbraio 2023. La seconda stagione è stata resa disponibile dal 23 febbraio al 6 aprile 2025.

### Edizione italiana
La direzione del doppiaggio è a cura di Claudia Catani, su dialoghi di Ilaria Tornesi e Alessandro Muraca, per conto di 3Cycle.

## Accoglienza

### Critica
La prima stagione della serie ha ricevuto recensioni generalmente positive dalla critica. Rotten Tomatoes riporta il 90% delle recensioni professionali positive, con un voto medio di 7,20 su 10 basato su 40 critiche. Il consenso critico del sito web indica, "Distinto dall'ineffabile potere di Harrison Ford e Helen Mirren, 1923 è un'altra solida sebbene inesorabilmente tetra aggiunta all'universo di Yellowstone di Taylor Sheridan." Metacritic, invece, ha assegnato un punteggio di 67 su 100 basato su 15 recensioni, indicando "recensioni generalmente favorevoli".
La seconda stagione della serie ha ricevuto recensioni positive dalla critica. Rotten Tomatoes riporta il 100% delle recensioni professionali positive, con un voto medio di 7,60 su 10 basato su 18 critiche. Metacritic, invece, ha assegnato un punteggio di 78 su 100 basato su 5 recensioni, indicando "recensioni generalmente favorevoli".

### Primati
Secondo Paramount, il primo episodio ha riportato 7,4 milioni di telespettatori in entrambe le trasmissioni lineare e streaming, facendo il miglior debutto di una serie Paramount+ di sempre.

## Riconoscimenti
- 2024 – Golden Globe[28]
  - Candidatura alla miglior serie televisiva drammatica
  - Candidatura alla miglior attrice protagonista in una serie drammatica a Helen Mirren
- 2024 – AACTA Award[29]
  - Candidatura alla miglior attrice in una serie televisiva a Helen Mirren
- 2023 – Astra TV Awards[30]
  - Candidatura alla miglior serie drammatica in streaming
  - Candidatura al miglior attore in una serie drammatica in streaming a Harrison Ford
  - Candidatura alla miglior attrice in una serie drammatica in streaming a Helen Mirren
  - Candidatura alla miglior regia in una serie drammatica in streaming a Ben Richardson
  - Candidatura alla miglior sceneggiatura in una serie drammatica in streaming a Taylor Sheridan
- 2024 – Satellite Award[31]
  - Miglior attrice in una serie drammatica a Helen Mirren
  - Candidatura alla miglior serie drammatica
  - Candidatura al miglior attore in una serie drammatica a Harrison Ford
- 2025 – Premio Emmy[32]
  - Candidatura alla miglior scenografia in una serie in costume o fantasy / fantascienza (un'ora o più) per l'episodio Avvolgiti nel terrore
  - Candidatura ai migliori costumi per una serie in costume per l'episodio Un sogno e un ricordo